# Неолит на тлу Србије
Неолит на тлу Србије (млађе камено доба) је праисторијски период који означава једну од највећих прекретница у развоју људског друштва – неолитску револуцију. На територији данашње Републике Србије, овај период траје оквирно од око 6500/6200. до око 4500. године пре нове ере. Карактерише га прелазак са ловачко-сакупљачког начина живота на земљорадњу и сточарство, оснивање сталних насеља, производња грнчарије и употреба глачаног каменог оруђа. На тлу Србије развиле су се две значајне и широко распрострањене неолитске културе: старчевачка (рани и средњи неолит) и винчанска (млађи неолит).

## Хронологија и карактеристике неолита
Неолитска револуција, која је започела на Блиском истоку, постепено се ширила ка Европи, доносећи фундаменталне промене у начину живота људских заједница. Кључне карактеристике неолита су:
- Производња хране: Гајење житарица (нпр. пшеница, јечам) и других биљака, као и припитомљавање животиња (нпр. овца, коза, говедо, свиња).
- Седелачки начин живота: Оснивање трајних насеља, често на погодним локацијама уз реке или на плодном земљишту.
- Производња грнчарије: Израда керамичких посуда за чување, припрему и сервирање хране.
- Глачано камено оруђе: Израда ефикаснијих алатки од камена техником глачања (нпр. секире, тесле, длета).
- Нове друштвене структуре: Развој сложеније друштвене организације, подела рада, појава првих облика религијских веровања и ритуала.

На територији Србије, неолит се дели на рани, средњи и млађи (или касни) неолит, а главни носиоци ових периода су Старчевачка и Винчанска култура.

## Старчевачка култура(Рани и средњи неолит)
Старчевачка култура, названа по локалитету Старчево-Град код Панчева, представља најранију неолитску културу на централном Балкану, која се развијала од око 6200. до око 5400. године п. н. е. Била је део ширег културног комплекса Старчево-Кереш-Криш (Starčevo-Körös-Criș) који је обухватао велики део југоисточне Европе.

### Распрострањеност и налазишта
Старчевачка култура била је распрострањена на територији данашње Србије (посебно Војводина, Поморавље, Шумадија), као и у деловима Румуније, Мађарске, Босне и Херцеговине и Хрватске.
Најзначајнија налазишта у Србији су: Старчево-Град, Доња Брањевина код Оџака, Павловац код Тополе, Течић код Рековца, Нересница код Кучева.

### Материјална култура и начин живота
Носиоци Старчевачке културе били су први земљорадници и сточари на овим просторима.
- Насеља: Обично су била мања, отвореног типа, смештена уз реке или на благим узвишењима. У раној фази грађене су полуземунице и земунице, а касније и надземне куће правоугаоне основе, од плетера и лепа.[3]
- Керамика: Карактеристична је груба керамика лоптастих и полулоптастих облика, често украшена отисцима прстију, ноктију (импресо-керамика) или техником барботина (налепљивање грудвица глине). Јавља се и финија, сликана керамика са једноставним геометријским мотивима (праве линије, троуглови, спирале) изведеним белом, црном или црвеном бојом.
- Оруђа: Израђивана су од камена (глачане секире, тесле, жрвњеви, тучци), кости и рога (шила, спатуле, удице).
- Фигурине: Антропоморфне фигурине су ретке и углавном представљају женске ликове са наглашеним атрибутима плодности (стеатопигија).
- Привреда: Земљорадња (гајење житарица), сточарство (овце, козе, говеда, свиње), лов и риболов.
- Сахрањивање: Покојници су сахрањивани унутар насеља, у згрченом положају, без значајнијих гробних прилога.

## Винчанска култура(Млађи неолит)
Винчанска култура, названа по епонимном локалитету Винча — Бело брдо код Београда, представља једну од најзначајнијих и најдуготрајнијих неолитских и раноенеолитских култура Европе. Развијала се од око 5700. до око 4500. године п. н. е. на широком простору централног Балкана.

### Распрострањеност и кључна налазишта
Простирала се на територији данашње Србије, Румуније, Бугарске, Северне Македоније и Босне и Херцеговине.
Најзначајнија налазишта у Србији су: Винча — Бело брдо, Плочник код Прокупља, Дивостин код Крагујевца, Селевац код Смедеревске Паланке, Гомолава код Хртковаца, Потпорањ код Вршца.

### Насеља и архитектура
Винчанска насеља су била велика, дуготрајна (често са вишеметарским културним слојем – тел-насеља), са организованом структуром. Куће су биле надземне, правоугаоне основе, грађене од дрвета и плетера облепљеног глином, често са више просторија, унутрашњим пећима и осликаним зидовима.

### Керамика и фигурине
Производња керамике у Винчанској култури достигла је висок технолошки и уметнички ниво. Карактеристичне су посуде тамне, углачане површине, различитих облика (биконичне зделе, амфоре, пехари), често украшене урезивањем, канеловањем или полирањем (тзв. "црноглачана" керамика).
Антропоморфне и зооморфне фигурине од печене земље представљају једно од најпрепознатљивијих обележја ове културе. Најчешће су представе женских ликова, често са наглашеним очима и сложеним фризурама или маскама (нпр. "Винчанска дама", "Видовданка"). Њихова намена је предмет дебате (култни предмети, играчке, прикази божанстава или предака).

### Привреда и друштвена организација
Привреда се заснивала на развијеној земљорадњи и сточарству. Величина насеља и богатство материјалне културе указују на релативно сложену друштвену организацију, могућу специјализацију у занатима и развијену трговину (размена сировина попут опсидијана, цинабарита).

### Винчански знаци (прото-писмо)
На керамичким посудама и фигуринама Винчанске културе често се налазе урезани знаци, познати као "винчански знаци" или "винчанско писмо". Ови знаци су предмет дебате међу научницима – док неки сматрају да представљају најранији облик писмености у Европи (прото-писмо), други их тумаче као власничке ознаке, симболе или магијске знакове.

### Рана металургија бакра
На локалитетима Винчанске културе, као што су Плочник и Беловоде у источној Србији, пронађени су докази о најранијој металургији бакра у Европи, који датирају још из касног VI миленијума п. н. е. Ово откриће помера границе почетака металургије на европском континенту.

## Друге неолитске групе и утицаји
Поред доминантних Старчевачке и Винчанске културе, на територији Србије, посебно у пограничним областима, осећали су се и утицаји других савремених неолитских култура, попут Кереш (Körös) културе на северу (у Војводини) или елемената култура из централног и источног Балкана.

## Прелаз каенеолиту (бакарном добу)
Крај неолита и прелаз ка енеолиту (бакарном добу) на територији Србије обележен је постепеним променама у материјалној култури, привреди и друштвеној организацији, уз све већу употребу бакра и појаву нових културних група. Касне фазе Винчанске културе већ показују многе карактеристике енеолита.

## Значај и истраживања
Неолитска налазишта у Србији, посебно Винча-Бело Брдо и Лепенски Вир (који захвата и мезолит и рани неолит), имају изузетан значај за проучавање праисторије Европе. Она пружају кључне увиде у процес неолитизације, развој раних земљорадничких заједница, друштвену комплексност, духовни живот и почетке металургије. Значајан допринос истраживању неолита у Србији дали су археолози попут Милоја Васића, Драгослава Срејовића, Владимира Милојчића, Бранислава Јовановића, Драге Гарашанин, Милутина Гарашанина и бројних других.